# Algír óvárosa
Algír óvárosa, hivatalos megnevezéssel az algíri kaszba az algériai főváros I. kerülete, 1992 óta világörökségi védelmet élvező középkori városmagja, amely a tengerpartig ereszkedő Szahel-dombok oldalán terül el, mintegy 60 hektáron. Több iszlám nagyváros erődített középkori részét illetik hagyományosan a kaszba megnevezéssel (arabul القصبة, jelentése ’a fellegvár’), de egyedül az algíriról mondható el, hogy az óváros neve önmagában is: Kaszba.

## Története
A mai óváros helyén az i. e. 6. században a föníciaiak építettek kereskedelmi raktár- és elosztóhelyet, amely később immár Icosium néven a karthágóiak, a berberek, a rómaiak, a bizánciak, végül a 7. században az arabok kezére került, ekkor már jórészt elnéptelenedve. A 10. században berberek alapítottak újra várost e helyen, amely fontos kereskedelmi központtá vált. A 16. század elején a spanyolok foglalták el több más part menti településsel együtt, majd 1516-ban az arab Barbarossa kalózfivérek fiatalabbika, Haireddín tette meg támaszpontjává a dombon ülő várost. 1518-ban Haireddín a török szultántól beglerbégi címet kapott, és a spanyolokat kiűzve oszmán fennhatóság alá helyezte a vidéket, amelyet ezt követően a dejek kormányozták. A Portától távol nagyobb szabadságot élvező Algír a 16–18. században saját kalózflottával rendelkezett, amivel megalapozta gazdagságát, s rendkívül forgalmas kereskedőváros hírében állt. A 18. századot követően – főleg az 1830. évi francia hódítás után – mind nagyobb számban betelepülő európaiak, és nyugati stílben épült házaik nyomában a régi arab város jelentős, a Kaszbán kívül eső része elpusztult. A műemlékmentő munkálatok szórványosan már az 1920-as években megindultak, de csak Algéria függetlenné válása után, az 1970-es évek elejétől gyorsultak fel a középkori városmag megőrzését célzó munkálatok. Ennek eredményeként a városkép átrajzolása és a hagyományos építészeti megoldások modernizálása nélkül sikeresen újították fel a Kaszbát úgy, hogy közben a lakóházak komfortfokozatát is a modern elvárások felé közelítették.

## A helyszín
A Kaszba – szűk, girbegurba utcácskák és festői házak alkotta útvesztő – két részre oszlik: a dombot koronázó, a voltaképpeni kaszba körül felépült felsővárosra (medinára), és a magaslat lábánál, a tengerparton elterülő alsóvárosra. Legmagasabb pontján eléri a 118 méteres tengerszint feletti magasságot, így a felsővárosi utcák – helyenként lépcsők – meglehetősen meredeken futnak le a tengerpartra. A város virágkorában, a 16–17. században épült a városmagnak később nevet adó fellegvár (kaszba), valamint ma ismert formájában maga a városnegyed is, az Algírt kormányzó dejek palotájával egyetemben. A Kaszba az oszmán fennhatóság alatt sem törökösödött el, de a városképre a török hadi építészet és az arab építészeti hagyományok különös ötvöződése jellemző. A felsővárosban található a város legrégebbi mecsetje, az almorávida Júszuf ibn Tásufín által a 11. század második felében építtetett, majd 1794-ben felújított el-Kebir-mecset. További jelentős szakrális épületek az Ali Becsnin-mecset (1623), az oszmán hódoltság alatt épült, nagy ovális kupolájú el-Dzsedíd-mecset (1660), valamint a két minarettel is büszkélkedő, Baba Hasszán emeltette Kecsaua-mecset (1794). A központi, négyszögletes átriumok (dárok) köré épült teraszos, fehérre meszelt lakóházak rendkívül gazdag belső díszítése a kereskedőváros dicső múltjáról vall.